# Madagascar Oil
Madagascar Oil S.A.  (une filiale de Madagascar Oil Limited, Bermudes) est une société de droit malgache.
Madagascar Oil concentre son activité sur le développement, l’exploration et la production de pétrole. En activité onshore, Madagascar Oil est la plus importante compagnie que ce soit en termes de ressources pétrolières ou de superficie. Il détient la plus importante ressources de pétrole lourd des gisements pétroliers de Tsimiroro et de Bemolanga. Il est l’unique opérateur dans le Périmètre Contractuel de Tsimiroro, tandis qu’il fonctionne en farm-in avec Total S. A., un des supermajors des compagnies pétrolières.
Les projets de Madagascar Oil sont régis par des Contrats de Partage de Production signés en 2004 avec l’OMNIS, une société d’état. Ces contrats procurent des intérêts signifiants au Gouvernement de Madagascar par rapport à la production future. 
Madagascar Oil est une société privée. Touradji Capital Management, RAB Capital, Persistency Capital et Grafton Resources sont les principaux actionnaires.

## Gisement pétrolier de Tsimiroro
Tsimiroro renferme de l’huile lourde (14° à 16° API); de ce fait, il renfermerait les meilleures réserves de pétrole de l’ordre de 3 milliards de barils avec une possibilité de pétrole léger et de gaz naturel. elle y est majoritaire à 100 % et réalise des projets pilotes par le système d’injection cyclique de vapeur (CSS) tout en continuant à effectuer des travaux de forage en vue de confirmer l’existence des réserves de base. L’on pense que Tsimiroro serait capable d’atteindre une production d’au moins 100 000 barils par jour pendant près de 20 ans. La première production a été réalisée en mars 2008, à une époque où 2 000 barils ont été produits.

## Gisement pétrolier de Bemolanga
Bemolanga renferme de l’huile extra lourd (8° à 13 °API) avec une réserve virtuelle estimée à 16,6 milliards de barils dont près de 2,5 milliards de réserve récupérable. Madagascar Oil et Total ont l’intention de mettre en place une unité de production avant même de passer à l’échelle de développement complet (le coût de cette unité avoisinerait les 5 à 10 milliards de dollars). Si la phase de développement réussit, Bemolanga produirait près de 180 000 barils par jour pendant au moins 30 ans. Les travaux d’évaluation et de construction ont commencé en mi 2009, alors que le projet de développement est planifié pour 2013, Madagascar Oil prenant en charge 40 % des coûts, alors que Total en prendra 60 %.

## Autres gisements pétroliers
En sus des gisements déjà existants, la société détient plus de 31 000 km2  (12 000 milles carrés mi ou 7,7 millions acres) de périmètres d’exploration incluant de nombreux puits de découvertes qui marquent bien l’histoire de Madagascar. En sus du pétrole léger que détient Tsimiroro dont l’existence de pétrole lourd est déjà bien connue, la société détient également trois blocs d’exploration : Manambolo, Morondava and Manandaza. Des structures de réservoir potentiel renfermant une capacité virtuelle de plus d’un million de barils y ont été définies. Des travaux effectués par Weiman Geoscience en 2007 pour le compte de la société ont démontré les raisons de l’échec des puits d’exploration forés auparavant à Madagascar ; Weiman Geoscience a également signalé l’existence fortement probable de potentiel ainsi que de la cartographie des chenaux potentiels dans chacun des périmètres contractuels de Madagascar Oil. Cependant, on ne peut pas dire que tous les travaux historiques effectués ne sont qu’échec, des exemples de succès incluent Manambolo West 1, foré en 1987 et qui a produit du pétrole à 15,6 mmcfd lors d’un forage test par injection de vapeur ; il en est de même pour le puits de Manandaza foré au début des années quatre-vingt dix qui a produit également du pétrole léger à 41 API, même si ce n’est qu’à un taux assez bas.

## Sources
- Site officiel
- Site de Grafton Resources
- Article blog
- Article presse
- Article presse
- Site de Total SA
- Site de Bermuda Monetary Authority
- Site de Weiman Geoscience